# Janurův park

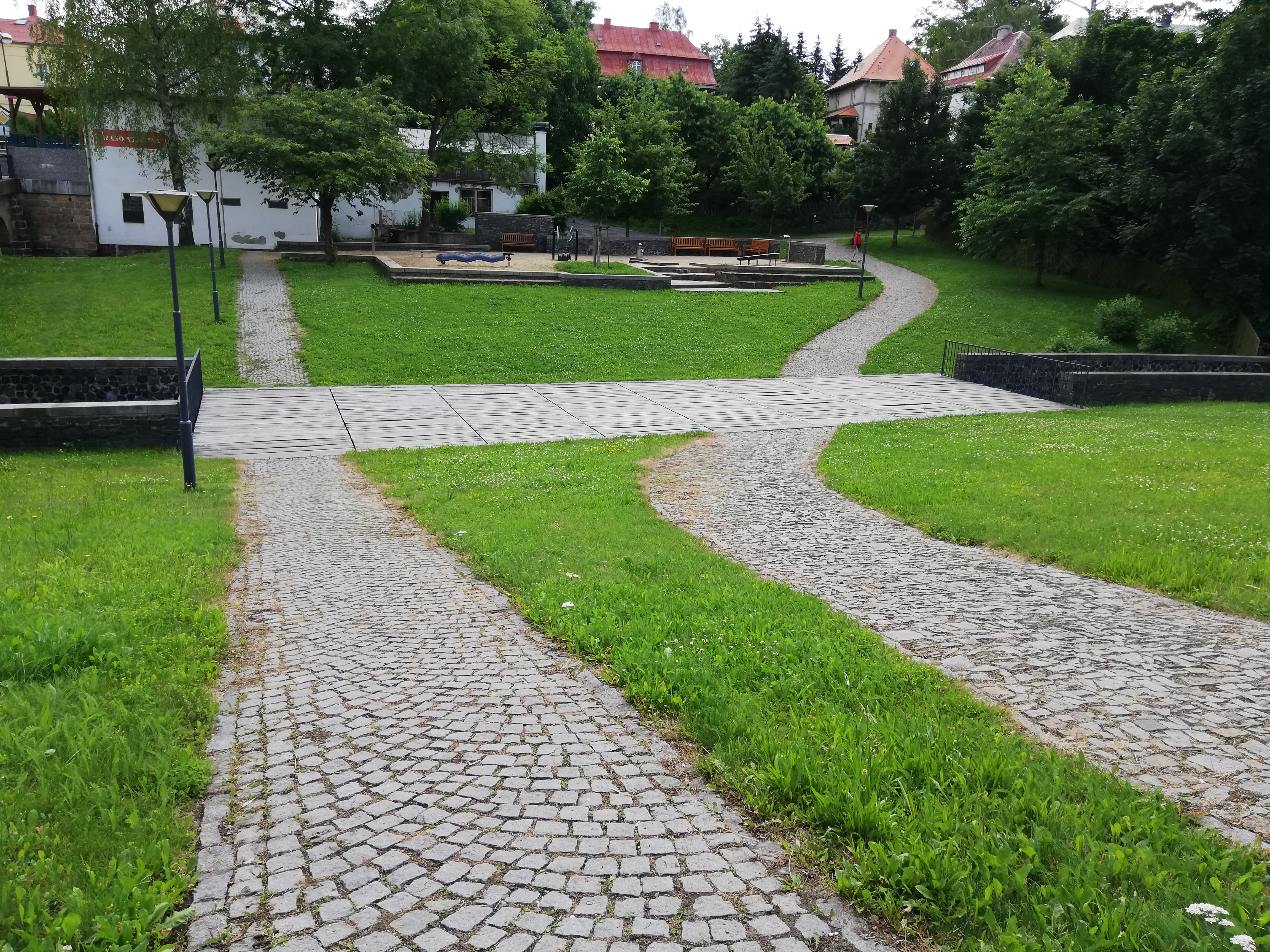
Pohled na dřevěné molo přes Šenovský potok

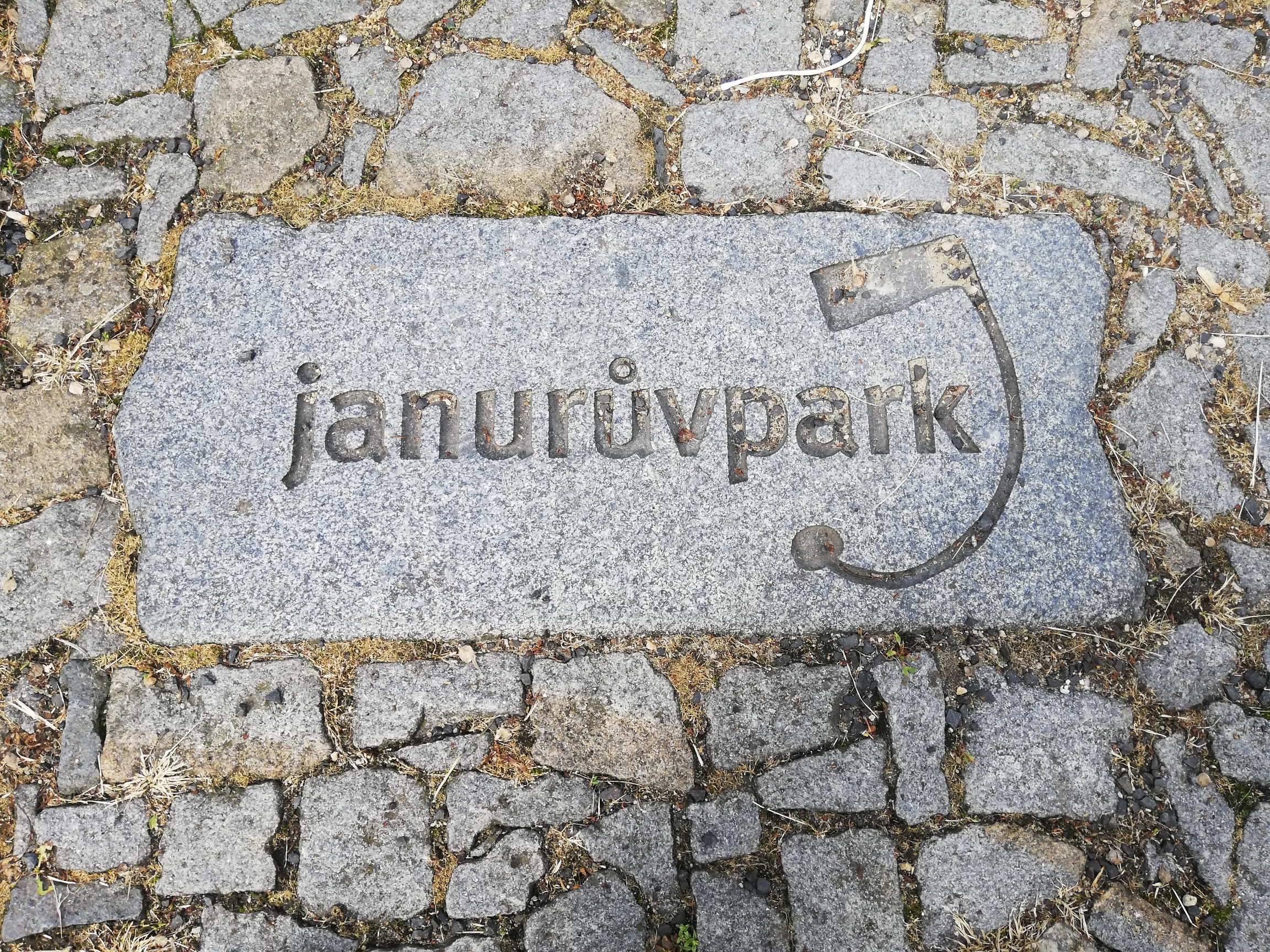
Kamenný nápis na parkové cestě

Janurův park o rozloze 0,44 ha se nachází v mírné proláklině po obou březích Šenovského potoka (v nadmořské výšce 485 m) asi 150 metrů vzdušnou čarou jihozápadním směrem od základní školy v centrální části Kamenického Šenova. Park je ohraničen ulicemi Lidická, Odboje a kamenným viaduktem vedoucím pod Kamenickou ulicí. Janurův park je celoročně přístupný široké veřejnosti.

## Podrobněji

### Historie do roku 2006
Základy parku vznikly už po druhé světové válce v místech, kde se nacházela původní rodinná výstavba. V 60. letech 20. století zřídil učitel fyziky na místní škole Josef Janura (1909–1985) ve zkonfiskovaném domě po šenovském vynálezci Dr. Paulu Pallme-Königovi školní dílny a zároveň v okolí tohoto domu, spolu se svými žáky, budoval svépomocí veřejný park. Ten byl slavnostně otevřen v září roku 1963. Brzy po svém vzniku ale péče o park ustala a prostor začal chátrat až park časem zcela zanikl.

### Projekt revitalizace (2006)
Zpustlou plochu nevzhledné džungle se rozhodlo město Kamenický Šenov upravit jako veřejné prostranství. Cílem tehdejšího vedení města bylo zároveň oživit střed města a také vytvořit prostor pro setkávání všech generací jeho obyvatel.
V roce 2006 byl zahájen výběr projektu, který se stal zároveň prvním (pilotním) projektem z programu Parky. Tento projekt byl také i prvním projektem podporovaným Nadací Proměny Karla Komárka. V rámci projektu, jehož autorem je Ing. arch. Jaromír Kosnar, získal park novou podobu s tím, že měly být zachovány fragmenty původních budov jako připomínka někdejší historie (tj. sklípek někdejšího domu ale především kamenné základy domu vynálezce Dr. Paula Pallme-Königa). V rámci projektu veřejnost rozhodla i o budoucím jménu parku, které připomíná jednoho z významných pedagogů – Josefa Janury, jenž v minulosti působili v Kamenickém Šenově.

### Práce na realizaci (2006 až 2009)
Projekt byl realizován v letech 2006 až 2009 a vyžádal si náklady v celkové výši 22 milionů korun. Projektantem revitalizace parku byl architektonický Atelier AND, s.r.o. a dodavatelem firma Gardenline, s.r.o.

### Výsledek revitalizace
Janurův park byl předán do užívání veřejnosti v roce 2009 poté, co obnovou prošla jeho zeleň i vybavení. Z původního porostu se podařilo zachránit většinu vzrostlých stromů. Na půdorysu sklípku jednoho z někdejších domů vznikla v Janurově parku terasa s vyhlídkou na celý areál. V místech zbytků rodinného domu vynálezce Dr. Pallme-Königa se nachází v dlažbě terasy umělecky pojatá „záludná“ osmisměrka. Široké dřevěné molo v nejnižší partii parku nahradilo původní úzkou lávku vedoucí přes Šenovský potok. Dřevěné pódium slouží při různých společenských akcích (např. při tradičním vítání prvňáčků nedaleké základní školy). Nedílnou součástí Janurova parku je dětské hřiště Odboje s vodní kaskádou (a s pítkem) vybavené herními prvky určené nejen pro děti z blízké základní školy. V rámci revitalizace Janurova parku byla obnovena také stará studna objevená náhodou při stavebních úpravách v parku.
Janurův park doplňují drobné originální výtvarné prvky, které ve spolupráci s Nadací Proměny navrhl grafik Jiří Pros a z kovu a kamene je zhotovili Martin Janda a Michael Stránský. V horní části parku je informační tabule připomínající místní historii této lokality.